# Breznica pod Lubnikom
Breznica pod Lubnikom – wieś w Słowenii, w gminie Škofja Loka. W 2018 roku liczyła 48 mieszkańców.